# Central Cheetahs
Central Cheetahs è una franchise sudafricana professionistica di rugby a 15 che milita nel Pro14.
Istituita nel 2005 come propaggine professionistica delle province del Free State e del Capo Settentrionale, la squadra vanta come miglior risultato la qualificazione ai preliminari dei play-off del Super Rugby 2013.
La squadra è nota anche come Toyota Cheetahs per via dell'accordo di sponsorizzazione con la casa automobilistica giapponese Toyota. Disputa gli incontri interni al Free State Stadium di Bloemfontein, impianto capace di circa 46 000 spettatori.
La franchise, al 2016, mutuava numerosi giocatori dalle formazioni provinciali di Free State e Griquas (Capo Settentrionale), formazioni provinciali che disputano la Currie Cup, e dalle altre squadre del territorio della provincia. L'allenatore era l'ex giocatore internazionale Franco Smith, alla sua prima stagione nella franchise.
In seguito alla decisione dell'aprile 2017 da parte del SANZAAR di ridurre da 18 a 15 le squadre che partecipano al Super Rugby, nel luglio successivo è stato annunciato che una delle tre squadre escluse sono i Cheetahs, che terminano così l'esperienza nel torneo dopo 12 stagioni. Il 1º agosto 2017 viene ufficializzata l'ammissione dei Cheetahs al Pro14. Il 17 luglio Franco Smith era diventato direttore tecnico al posto di Rory Duncan, che lo sostituisce come nuovo allenatore.

## Cronologia
| Cronistoria dei Cheetahs |
| --- |
| - 2006 · Costituita la franchigia dei Cheetahs - 2006 · 10º Super 14 - 2007 · 11º Super 14 - 2008 · 13º Super 14 - 2009 · 14º Super 14 - 2010 · 11º Super 14 - 2011 · 4º ZAF Conference Super Rugby - 2012 · 4º ZAF Conference Super Rugby - 2013 · 2º ZAF Conference Super Rugby (sconfitta nei preliminari) - 2014 · 5º ZAF Conference Super Rugby - 2015 · 5º ZAF Conference Super Rugby - 2016 · 3º Africa 1 Conference Super Rugby - 2017 · 2º Africa 1 Conference Super Rugby - 2017 · Escluso dal Super Rugby e partecipa al Pro14 - 2017-18 · 3º Conference A (sconfitta nei preliminari) - 2018-19 · 6º Conference A - 2019-20 · Conference A |

## Allenatori
- 2006–2007  Rassie Erasmus
- 2008–2015  Naka Drotské
- 2016–2017  Franco Smith
- 2017–2018  Rory Duncan
- 2018–2019  Franco Smith
- 2019–  Hawies Fourie